# Joseph Kervyn de Lettenhove

Joseph Kervyn de Lettenhove

Joseph Marie Bruno Constantin Kervyn de Lettenhove (* 17. August 1817 in Sint-Michiels; † 2. April 1891) war ein belgischer Historiker und Politiker.
Er war sowohl Mitglied der Königlichen Akademie von Belgien als auch der französischen Akademie der Wissenschaften und der belgischen Abgeordnetenkammer, in der er zur klerikalen Partei gehört; kurze Zeit (1870/71) war er auch Unterrichtsminister.

## Schriften
- Commentaires de Charles-Quint (Brüssel 1862)
- OEuvres de Georges Chastellain (1863–66, 8 Bde.)
- Chroniques de Froissart (1863 ff., 26 Bde.)
- Lettres et négociations de Philippe de Commines (1867, 3 Bde.)
- Histoire de Flandre (1847–50, 6 Bde.; 3. Aufl. 1874, 4 Bde.)
- Froissart; étude littéraire sur le XIV. siècle (1858, 2 Bde.), von der französischen Akademie gekrönt.
- Jacques d’Artevelde (1863)
- La Flandre pendant les trois derniers siècles
- Histoire et chroniques de Flandres (1879 ff.)
- Relations politiques des Pays-Bas et de l’Angleterre sous le règne de Philippe II (1882–87, Band 1–5)
- Les Huguenots et les Gueux (1883–86, 6 Bde.)
- Documents inédits, relatifs à l’histoire du XVI. siècle (1883 ff.)